# John Konrads
John Konrads (Riga, 21 maggio 1942 – Brisbane, 25 aprile 2021) è stato un nuotatore australiano.
Nato in Lettonia, si è trasferito prima in Germania durante la Seconda guerra mondiale e in seguito in Australia. Anche la sorella Ilsa ottenne importanti risultati nel nuoto, vincendo la medaglia d'argento olimpionica nella staffetta 4x100 m sl.
Specializzato nelle gare lunghe in stile libero, ha vinto la medaglia d'oro nei 1500 m sl ai Giochi olimpici di Roma 1960, insieme al bronzo nei 400 m sl e nella staffetta 4x200 m sl.
È uno dei Membri dell'International Swimming Hall of Fame
È stato primatista mondiale sulle distanze dei 200 m, 400 m, 800 m e 1500 m sl e delle staffette 4x100 m sl e 4x200 m sl.

## Palmarès
- Olimpiadi
  - Roma 1960: oro nei 400 m sl, argento nei 1500 m sl e bronzo nella staffetta 4x200 m sl.